# 洛夫罗·兹沃纳雷克
洛夫罗·兹沃纳雷克（2005年5月8日—）是一位克罗地亚足球运动员，自2021-22赛季起加盟德甲俱乐部拜仁慕尼黑，于场上司职中场。

## 俱乐部生涯
兹沃纳雷克自幼是在普雷洛格青年开启自己的足球生涯，此后他又转投科普里夫尼察，直至2016年以11岁之龄加盟入斯拉文贝鲁波的青训营。从2018年至2019年，兹沃纳雷克也曾重返科普里夫尼察一年，然后再回到斯拉文。在2021年5月12日主场以0比2不敌里耶卡的克罗地亚足球甲级联赛中，他于第70分钟替换卡尔洛·卢利奇登场，完成斯拉文一线队首秀。十天后，即2021年5月22日，兹沃纳雷克便在第二次出场的比赛中射入唯一一球，帮助斯拉文以1比0战胜瓦拉日丁；从而以16岁零14天的年龄，超越，成为克罗地亚甲级联赛最年轻的入球者。
2021年8月30日，德甲班霸拜仁慕尼黑同意以180万欧元的转会费签下兹沃纳雷克，不过他将回租至斯拉文贝鲁波整个赛季。据报道，他将在2022-23赛季加入拜仁慕尼黑U-19梯队。

## 国家队生涯
兹沃纳雷克是克罗地亚的青年国脚，曾先后入选克罗地亚的15岁及16岁以下国家队。